# 2004년 LG 트윈스 시즌
2004년 LG 트윈스 시즌은 LG 트윈스가 KBO 리그에 참가한 15번째 시즌으로, MBC 청룡 시절까지 합하면 23번째 시즌이다. 이순철 감독이 팀을 이끈 첫 시즌이며, 이병규가 주장을 맡았다. 팀은 류지현의 은퇴문제 박경수의 부상 거듭되는 외국인 선수 퇴출과 영입 FA로 영입한 마무리 진필중의 난조 등이 얽히고 설켜 6월 말부터 8연패를 당해  8팀 중 정규시즌 6위에 그쳐 포스트시즌 진출에 실패했다.

## 타이틀
- KBO 골든글러브: 이병규 (외야수)
- 올스타 선발: 조인성 (포수), 박용택 (외야수), 이병규 (외야수)
- 올스타전 추천선수: 장문석, 이동현, 박경수
- 올스타전 홈런더비 우승: 박용택
- 출장(투수): 류택현 (85)
- 구원등판: 류택현 (85)
- 견제 아웃: 조인성 (4)

### 퓨처스리그
- 북부리그 장타율: 최길성 (0.558)
- 북부리그 도루: 이대형 (18)
- 완투: 김광수 (1)

## 선수단
- 선발투수: 이승호, 장문석, 김광삼, 최원호, 쿠퍼, 박만채, 후타도
- 구원투수: 류택현, 정재복, 우규민, 성영재, 신윤호, 오승준, 서승화, 장준관, 전승남, 김광우, 장진용, 민경수, 송현우, 심수창, 김광수
- 마무리투수: 이동현, 경헌호, 진필중, 김진유
- 포수: 조인성, 김정민, 최승환
- 1루수: 홍현우, 최동수
- 2루수: 박경수, 안상준, 김태완
- 유격수: 권용관, 김우석, 류지현
- 3루수: 이종열, 박기남, 김상현, 한규식
- 좌익수: 마틴, 최만호, 최길성, 안치용, 오태근, 이용규
- 중견수: 이병규
- 우익수: 박용택, 허용, 김재학
- 지명타자: 김재현, 이성열, 이시찬, 김용우, 이대형, 양현석

## 특이 사항
- 류택현은 85경기에 출장하여 역대 투수 단일 시즌 최다 출장 타이 기록을 세웠다.
- 마틴은 이 시즌 총 7차례 도루를 시도하여 모두 성공했다.